# Generalkapitanat Guatemala
Das Generalkapitanat Guatemala (spanisch Capitanía General de Guatemala) (1568–1821) war während der spanischen Kolonialzeit eine Verwaltungseinheit innerhalb des Vizekönigreichs Neuspanien. 
Es umfasste die heutigen Staaten Guatemala, Belize, Honduras, El Salvador, Nicaragua und Costa Rica sowie den mexikanischen Bundesstaat Chiapas. Teile der Karibikküste (Belize, Miskitoküste) waren aber nicht wirklich unter spanischer Kontrolle; die Miskitoküste wurde vom Vizekönigreich Neugranada beansprucht.

## Geschichte
Nach dem Unabhängigkeitskrieg war das Gebiet kurzzeitig Teil von Mexiko. Nach dem Ende des Ersten Kaiserreichs Mexiko im Jahr 1823 spaltete sich das Gebiet als Zentralamerikanische Konföderation ab. Nur Chiapas verblieb bei Mexiko.